# Fluorlamprofil·lita
La fluorlamprofil·lita és un mineral de la classe dels silicats que pertany al grup de la lamprofil·lita.

## Característiques
La fluorlamprofil·lita és un silicat de fórmula química Na₃(SrNa)Ti₃(Si₂O₇)₂O₂F₂. Va ser aprovada com a espècie vàlida per l'Associació Mineralògica Internacional el 2013, sent publicada l'any 2018. Cristal·litza en el sistema monoclínic. La seva duresa a l'escala de Mohs és 3.
Les mostres que van servir per a determinar l'espècie, el que es coneix com a material tipus, es troben conservades al Museu Mineral de la Universitat d'Arizona, a Tucson (Arizona), amb el número de catàleg: 19589, i al projecte RRUFF, amb el número de mostra: r130421.

## Formació i jaciments
Va ser descoberta a Morro do Serrote, a Poços de Caldas (Minas Gerais, Brasil). També ha estat descrita a la intrusió alcalina de Niva i a la mina Karnasurt, a l'óblast de Múrmansk (Rússia). Aquests tres indrets són els únics de tot el planeta on ha estat descrita aquesta espècie mineral.